# Andrena leucolippa
Andrena leucolippa är en biart som beskrevs av Pérez 1895. Andrena leucolippa ingår i släktet sandbin, och familjen grävbin. Inga underarter finns listade i Catalogue of Life.